# Scapsipedus obscuripes
Scapsipedus obscuripes är en insektsart som beskrevs av Lucien Chopard 1961. Scapsipedus obscuripes ingår i släktet Scapsipedus och familjen syrsor. Inga underarter finns listade i Catalogue of Life.